# Quinta Rua
Quinta Rua è un gruppo musicale folk italiano che propone musica tradizionale piemontese e francese.
Il gruppo è un ensemble multistrumentale (strumenti a corde, fiati, tamburi e percussioni) e poligenerazionale. Hanno contribuito alla conoscenza delle tradizioni musicali piemontesi e non in numerosi concerti in Italia, Francia, Germania.

## Storia del gruppo
Quinta Rua nasce nel 2002 grazie al musicista ricercatore Guido Antoniotti che riunisce in un'unica formazione artisti pionieri della musica tradizionale piemontese e francese (attivi nel biellese negli anni ottanta e novanta, ex membri dei Refolé) e giovani entusiasti e dinamici interessati alla musica popolare (membri della formazione Balbalord).
Il nome del gruppo deriva dalla localizzazione della sede del gruppo che è nella quinta rua (rua è il termine per indicare le strade) del ricetto medievale di Candelo (Biella, Italia), dove alcuni dei componenti oltre a suonare conducono laboratori artigianali.
Il gruppo è nato come proposta musicale per concerti natalizi basati su musiche tradizionali, attività che viene condotta tuttora. Il progetto musicale in seguito si evolve e attualmente il gruppo propone concerti sia da ballo che da ascolto. 
Si dedicano al recupero delle tradizioni musicali delle valli biellesi a cui è dedicato il loro secondo CD Busiard chi l'ha contalo uscito nel 2007.

## Formazione del gruppo
- Guido Antoniotti - fiati, percussioni, voce;
- Alberto Ceria - cornamuse francesi, tin & low whistles, ocarina;
- Marco Ceria - organetto diatonico, percussioni;
- Luciano Conforti - ghironda, percussioni, voce;
- Sandro Fusetto - violino, voce;
- Gabriele Gunella - ghironda, voce;
- Massimo Losito - fisarmonica;
- Marco Pettiti - ghironda, voce;
- Donatello Sizzano - ghironda, percussioni, voce;
- Frenz Vogel - ghironda, percussioni.

## Discografia
- 2005: Non è mai troppo trad (CD)
- 2007: Busiard chi l'ha contalo (CD)

## Concerti e partecipazioni
Il gruppo si è esibito in svariati concerti in Italia ed Europa. Alcuni concerti del gruppo:
- Nuit folk d'automne (La Tour-du-Pin, Francia), 2004
- Gran Bal Trad, (Vialfrè, Piemonte) 2005, 2006, 2007, 2008, 2009
- Arcisse en folk (Savoia, Francia) 2005
- Maison Musique (Rivoli, Torino) 2006, 2007, 2008
- Rassegna folk Cantavalli, 2007 1
- Settecentesimo Anniversario Dolciniano, Biella, 2007 2
- Canti di Terra e Mare, Genova 2008
- Festival Terra e Vino (Castelletto d'Orba - AL), 2008
- Fest der Innenhofe (Friburgo in Brisgovia, Germania) 2008 3[collegamento interrotto]
- Rassegna "Corti & Cascine delle Terre d'Acqua", Slow Food per Terra Madre - Trino Vercellese 2008
- Festa Celtica di Beltane - Parco Arcobaleno, Masserano (Biella), 2013